# Liste des chapitres de Sayonara monsieur Désespoir
Cet article est un complément de l'article sur le manga Sayonara monsieur Désespoir.
Le chapitre 268 n'est pas présent dans le tome 27 car il présente d'étranges similitudes avec un chapitre du tome 13 de Doraemon.

## Volumes reliés

### Tomes 1 à 10
| no | Japonais          | Japonais          | Français          | Français          |
| no | Date de sortie    | ISBN              | Date de sortie    | ISBN              |
| --- | ----------------- | ----------------- | ----------------- | ----------------- |
| 1 | 16 septembre 2005 | 978-4-06-363582-9 | 18 mars 2009      | 978-2-8116-0024-2 |
| Couverture : Itoshiki Nozomu Au verso : Fuura KafukaListe des chapitres : - 001 - Au revoir, Monsieur Désespoir - 002 - Le retour de Monsieur Désespoir - 003 - À la sortie du tunnel, tout était blanc - 004 - Devant moi, il n'y a personne, derrière moi, il y a toi - 005 - Victoire à l'arraché ! - 006 - Évade-toi de ce pays pour me rejoindre ! - 007 - Hors réseau, point de salut - 008 - Range les livres dans l'étagère avant de partir ! - 009 - Quoi qu'il arrive, ce sera inutile si nous ne sommes pas ensemble - 010 - Cette classe n'est pas facile, soyez gentil de faire avec                          |                   |                   |                   |                   |
| 2 | 16 décembre 2005  | 978-4-06-363582-9 | 6 mai 2009        | 978-2-8116-0053-2 |
| Couverture : Itoshiki Nozomu Au verso : Komori KiriListe des chapitres : - 011 - Qu'en cette nuit, mes larmes viennent à voiler la lune - 012 - Ouverture d'un rideau de cheveux - 013 - Tu ne dois pas savoir - 014 - Mon destin est d'être dans l'ombre - 015 - Confession d'un pseudonyme - 016 - Le peuple est fait de plein de monde ! - 017 - Chère belle-sœur, je suis un noble - 018 - Fuis avant cette rencontre ! - 019 - C'est pour ça que je fuis ! Suis-moi, Philostrate ! - 020 - Trop instable, je suis parti chercher les cieux                                                                            |                   |                   |                   |                   |
| 3 | 17 mars 2006      | 978-4-06-363646-8 | 8 juillet 2009    | 978-2-8116-0085-3 |
| Couverture : Itoshiki Nozomu Au verso : Tsunetsuki MatoiListe des chapitres : - 021 - Un village triste et lâche - 022 - Des lectures honteuses - 023 - Un homme de lettres se protège de la pluie sous la porte Rashômon - 024 - Il faut brûler les yatsuhashi frais - 025 - Je suis un pistonné, mais je n'ai pas de travail - 026 - Quand Gregor Samsa se réveilla, il portait un mikoshi - 027 - L'onagre ne va pas au mont Fuji - 028 - Prouvons-le, me dis-je, au nouvel an - 029 - La déprime héréditaire fait qu'il hiberne depuis qu'il est tout petit - 030 - Aujourd'hui, Musashino est dans le noir            |                   |                   |                   |                   |
| 4 | 16 juin 2006      | 978-4-06-363703-8 | 23 septembre 2009 | 978-2-8116-0115-7 |
| Couverture : Itoshiki Nozomu Au verso : Kobushi AbiruListe des chapitres : - 031 - Le Christ de bronze - 032 - Pardon d'être né un 4 novembre - 033 - Comment ranger cet endroit ? - 034 - Vaut mieux être avec une fille que seul - 035 - Je l'appelle "le reste" - 036 - Message pédagogique de Tsugaru - 037 - Les sans-voix - 038 - Faute d'argent, on rend le chocolat - 039 - Le roman de Jirô - 040 - La vie n'est qu'une étagère à poupées |                   |                   |                   |                   |
| 5 | 15 septembre 2006 | 978-4-06-363723-6 | 15 novembre 2009  | 978-2-8116-0145-4 |
| Couverture : Itoshiki Nozomu Au verso : Kimura Kaere (Kaede)Liste des chapitres : - 041 - Le white lie - 042 - Les impuretés et la désintoxication - 043 - Adieu à la neige - 044 - Un restaurant qui ne prend pas de commandes - 045 - Évaluer son statut - 046 - Ne jugez pas sur l'apparence ! - 047 - Un rêve sans fin - 048 - La famille Prévention - 049 - Le monde crypté - 050 - Réveillez-vous, ô jeunes gens de l'ancien âge ! |                   |                   |                   |                   |
| 6 | 15 décembre 2006  | 978-4-06-363762-5 | 20 janvier 2010   | 978-2-8116-0211-6 |
| Couverture : Itoshiki Nozomu Au verso : Otonashi MeruListe des chapitres : - 051 - Pororoca arrive, porté par les vagues - 052 - En supposant que nous sommes frère et sœur - 053 - Non, tu n'as pas le droit, l'original existe déjà - 054 - Le chat l'a entendu un million de fois - 055 - Je suis profondément désolée - 056 - Il est temps qu'on annonce la fin - 057 - Le bon et le mauvais timing - 058 - Ne comptez pas sur moi ! - 059 - Éviter l'amour au centre du monde - 060 - Le décalage horaire |                   |                   |                   |                   |
| 7 | 16 février 2007   | 978-4-06-363793-9 | 21 avril 2010     | 978-2-8116-0263-5 |
| Couverture : Itoshiki Nozomu Au verso : Kitsu ChiriListe des chapitres : - 061 - La vie d'un idiot chanceux - 062 - Cent vues de l'incommodité - 063 - La priorité au crabe - 064 - Être en groupe plutôt qu'être seul - 065 - La moitié du rapport d'investigation - 066 - L'Opéra à deux balles ! - 067 - Pour qui existe l'argent ! - 068 - Généalogie de la culture - 069 - Les noms dissociables - 070 - Le bouclier de l'authenticité |                   |                   |                   |                   |
| 8 | 17 avril 2007     | 978-4-06-363818-9 | 7 juillet 2010    | 978-2-8116-0314-4 |
| Couverture : Itoshiki Nozomu Au verso : Sekiutsu Maria TarôListe des chapitres : - 071 - Les obligations et les soldats - 072 - Autant en emporte le chiffre - 073 - Shichigo Sanshirô - 074 - Tu as 17 ans, ne veux-tu pas prendre des rides ? - 075 - Matasaburô l'enrhumé - 076 - Le refus de Tenpyô - 077 - La tromperie d'une tortue - 078 - Le rôle de cette femme-là - 079 - Un nourrisson qui avala une pierre de go - 080 - La porte qui n'est pas étroite |                   |                   |                   |                   |
| 9 | 17 juillet 2007   | 978-4-06-363582-9 | 19 octobre 2010   | 978-2-8116-0024-2 |
| Couverture : Itoshiki Nozomu Au verso : Hitô NamiListe des chapitres : - 081 - Licenciement du temple Myôhonji de Kamakura - 082 - Une montagne de chocolat - 083 - La déchéance d'un Shogun - 084 - Les raisons arbitraires - 085 - Ornements de chez Tiffany - 086 - La maison des lunettes - 087 - Le fascisme de l'amour et de la victoire - 088 - Le poisson d'avril d'un montagnard - 089 - "C'est en train de charger" rétorqua Yada à voix basse - 090 - "Ne parle pas trop vite !" protesta Meros d'un air furieux                                                                                                |                   |                   |                   |                   |
| 10 | 14 septembre 2007 | 978-4-06-363887-5 | 20 avril 2011     | 978-2-8116-0455-4 |
| Couverture : Itoshiki Nozomu Au verso : Fujiyoshi HarumiListe des chapitres : - 091 - Ce monde est fait de "pierre-papier-ciseaux" - 092 - Rendre heureuses les choses malheureuses de ce monde - 093 - C'est pour cela que, ces derniers temps, Je suis anormal. Je suis devenu coléreux - 094 - Quand les révélations mûrissent - 095 - Je dois grossir au Pavillon d'argent - 096 - "Je ne rentrerai pas au Japon." Finalement, je n'ai pas pu prendre cette décision - 097 - Les parents ne sont pas au courant - 098 - Au-delà de la charité - 099 - Les prospérités de atterrissage - 100 - Un peintre sur le chemin |                   |                   |                   |                   |

### Tomes 11 à 20
| no | Japonais         | Japonais          | Français          | Français          |
| no | Date de sortie   | ISBN              | Date de sortie    | ISBN              |
| --- | ---------------- | ----------------- | ----------------- | ----------------- |
| 11 | 17 décembre 2007 | 978-4-06-363929-2 | 19 septembre 2012 | 978-2-8116-0956-6 |
| Couverture : Itoshiki Nozomu Au verso : Itoshiki LinListe des chapitres : - 101 - Au jeu, rien de nouveau - 102 - Dr Jekyll et Mr Sead - 103 - Les hauts d'exhibition - 104 - Le docteur Protecto - 105 - Le relâche-cœurs - 106 - Le courant dégradant - 107 - Espion malgré lui - 108 - Le passage secret du fond - 109 - Derrière la censure - 110 - Écoute à l'intérieur du vent |                  |                   |                   |                   |
| 12 | 15 février 2008  | 978-4-06-363949-0 | 15 mai 2013       | 978-2-8116-1056-2 |
| Couverture : Itoshiki Nozomu Au verso : Ohkusa ManamiListe des chapitres : - 111 - La condition d'un nouveau visiteur - 112 - La voix de Shinsuke Daidôji - 113 - La concevabilité insensée - 114 - L'exécution des adultes - 115 - Les personnes aux doubles contraintes - 116 - La dernière chute de feuilles - 117 - Les raisins de la déception - 118 - La résurrection du travail - 119 - Les différents tours - 120 - Les réveillons et une nuit                                                                                  |                  |                   |                   |                   |
| 13 | 16 mai 2008      | 978-4-06-363985-8 | 4 décembre 2013   | 978-2-8116-1307-5 |
| Couverture : Itoshiki Nozomu Au verso : Kaga AiListe des chapitres : - 121 - Le Relais de l'individualisme - 122 - La Comparaison de la falaise - 123 - Enduranesque - 124 - L'Urgence devenue nonne - 125 - Le Setsubun du monde - 126 - La Séductrice - 127 - L'Enfer - 128 - La Rougeole de Madison - 129 - Le Temps de Russie - 130 - Notes de la défaite |                  |                   |                   |                   |
| 14 | 17 juillet 2008  | 978-4-06-384011-7 | 14 mai 2014       | 978-2-8116-1449-2 |
| Couverture : Itoshiki Nozomu Au verso : Mitama MayoListe des chapitres : - 131 - La Forêt des préférences - 132 - La Femme du désert - 133 - Double assassinat qui ne fait l'objet de rien - 134 - Au printemps, le facteur sonne toujours deux fois - 135 - Tchapaïev et l'effacement - 136 - La Toile de la manifestation - 137 - Conviction ébréchée - 138 - Le Processus est source de malheur - 139 - Décidé innocent - 140 - Un monde avec mots                                                                                   |                  |                   |                   |                   |
| 15 | 17 octobre 2008  | 978-4-06-384049-0 | 15 avril 2015     | 978-2-8116-1909-1 |
| Couverture : Itoshiki Nozomu Au verso : Chie AraiListe des chapitres : - 141 - Comment je suis devenu un véritable humain - 142 - Honte et œufs - 143 - L'effondrement du mois de juin - 144 - Vie sans regroupement - 145 - La généalogie des célébrations - 146 - Le médium et le lapin - 147 - Drame au campement - 148 - À la recherche de la chute perdue - 149 - Dialogue dans l'obscurité - 150 - Prévisions du ministère des prophéties                                                                                         |                  |                   |                   |                   |
| 16 | 17 février 2009  | 978-4-06-384096-4 | 6 juillet 2016    | 978-2-8116-2919-9 |
| Couverture : Itoshiki Nozomu Au verso : Ôra KanakoListe des chapitres : - 151 - La troupe de pacification de la province de Bishû - 152 - Et nul ne sut où le muet s'en alla - 153 - Oui, c'est bien une surprise, murmurai-je, hébété - 154 - La femme qui porte - 155 - Humoresque - 156 - Connais-tu le pays où fleurissent les espions ? - 157 - Le polygone de la nuit - 158 - Les Androïdes rêvent-ils de mariées électriques ? - 159 - L'habit qu'avait vu Ageashitori l'érudit - 160 - Enoden de la fin, enoden du commencement |                  |                   |                   |                   |
| 17 | 15 mai 2009      | 978-4-06-384120-6 | 5 juillet 2017    | 978-2-8116-3555-8 |
| Couverture : Fuuka Kafuka Au verso : Maruuichi Shôko, Nezu MikoListe des chapitres : - 161 - Les survivants (Alive) - 162 - La grande évasion - 163 - La tragédie de X - 164 - Le prince heureux - 165 - Kôhaku Chrimen Gumi - 166 - L'aventure de A, URUU et B - 167 - La flèche de Harbin - 168 - La prédiction d'amour rabotée - 169 - Jérémy et l'œuf du dorakon - 170 - Après la troisième génération |                  |                   |                   |                   |
| 18 | 17 août 2009     | 978-4-06-384170-1 | 19 septembre 2018 | 978-2-8116-4292-1 |
| Liste des chapitres : - 171 - La fenêtre omniprésente - 172 - La réponse correcte dans trente ans - 173 - Bonjour ! Quelle est l'origine de cela ? - 174 - Du superflu, en veux-tu en voilà - 175 - Une réalité dont on ne voit pas la fin - 176 - L'œuf fendu - 177 - Le journal des rêves qu'écrivent d'ordinaire les hommes, les femmes veulent l'imiter - 178 - Un secret mal enfoui - 179 - Ô couverture bien-aimée - 180 - Parlons des règles tacites                                                                             |                  |                   |                   |                   |
| 19 | 17 novembre 2009 | 978-4-06-384208-1 | 18 septembre 2019 | 978-2-8116-4978-4 |
| Liste des chapitres : - 181 - Le germéral et les trois frères médecins - 182 - Les spectateurs - 183 - L'appel de la destruction - 184 - Trend is fast-moving, Run on Girl - 185 - Chroniques de l'oiseau à vis - 186 - Larmes d'été - 187 - Bourdes et décalage dans la plaine des caractères - 188 - Faire un plat au curry avec des doublons - 189 - Regards sur le temps - 190 - S'éparpille encore et encore, puis se regroupe...                                                                                                  |                  |                   |                   |                   |
| 20 | 17 février 2010  | 978-4-06-384246-3 | 21 octobre 2020   | 978-2-8116-5309-5 |
| Liste des chapitres : - 191 - Journal extime - 192 - Le loup et le chevreau - 193 - Mémoires d'outre-flots - 194 - Dans l'étreinte des vacances d'été - 195 - Carnet de pérégrinations des personnalités - 196 - Assemblage - 197 - Découvertes prématurées - 198 - De démarcations en division et subdivisions - 199 - Le centième de seconde fatidique précédant l'enfer ou le paradis - 200 - Un passif nommé "temps" |                  |                   |                   |                   |

### Tomes 21 à 30
| no | Japonais         | Japonais          | Français        | Français          |
| no | Date de sortie   | ISBN              | Date de sortie  | ISBN              |
| --- | ---------------- | ----------------- | --------------- | ----------------- |
| 21 | 17 mai 2010      | 978-4-06-384307-1 | 15 juillet 2021 | 978-2-8116-6147-2 |
| Liste des chapitres : - 201 - La ritournelle des intersticieux - 202 - Duel de jappage - 203 - Les moments anticipés - 204 - La vallée des valeurs - 205 - Franchis les limites ! - 206 - Légende des goupilles - 207 - La tragédie des lots - 208 - Mon hôtel et ses problèmes pour toi - 209 - Des retenues admirables - 210 - Ceux qui jettent des grains de soja |                  |                   |                 |                   |
| 22 | 17 août 2010     | 978-4-06-384344-6 | 19 janvier 2022 | 978-2-8116-6648-4 |
| Liste des chapitres : - 211 - L'homme que l'incroyable ne dérangeait pas - 212 - Retournement de situation - 213 - Si les esprits avaient de la profondeur - 214 - La meilleure des routines - 215 - Chanson d'amour de poupées japonaises - 216 - Des règles arrangeantes - 217 - Sans chute, plus dure sera la chute - 218 - Unique Hearts killer - 219 - En prenant des risques pour plaisanter - 220 - Enchaînés au quotidien                                                                                 |                  |                   |                 |                   |
| 23 | 17 novembre 2010 | 978-4-06-384396-5 | 13 juillet 2022 | 978-2-8116-7125-9 |
| Liste des chapitres : - 221 - Le Miranda volant - 222 - Heureux les pauvres en esprit, ils croient posséder le royaume des cieux ! - 223 - Cueillir ou ne pas cueillir : telle est la question - 224 - D'un coup d'œil, on ne se rendait pas compte qu'un être divin venait de naître - 225 - L'Invasion des échangés - 226 - Les Aventures des nobles et des mariés - 227 - Bazar de queues de lézards - 228 - Tout est relativité - 229 - Que la lumière soit ! Et les algues furent. - 230 - Les Filets-O-Fish |                  |                   |                 |                   |
| 24 | 17 février 2011  | 978-4-06-384443-6 | 12 juillet 2023 | 978-2-8116-8014-5 |
| Liste des chapitres : - 231 - Le temps des fins - 232 - Bêtes de foire : Nozomu mène l'enquête - 233 - The very busy teacher - 234 - La colère : transformer la chaleur en froid - 235 - Le couperet - 236 - Monsieur Chrysanthème - 237 - Peu importe d'être vue indirectement - 238 - Ce chemin, je ne le prends jamais - 239 - L'union fait la paresse - 240 - Les décisions (in)contestables |                  |                   |                 |                   |
| 25 | 15 avril 2011    | 978-4-06-384483-2 | 10 juillet 2024 | 978-2-8116-8807-3 |
| Liste des chapitres : - 241 - A loving Scoundrel - 242 - L'homme rassuré - 243 - La classe sautée - 244 - Patates douces - 245 - Discours sur l'origine et les méfaits de l'inégalité parmi les hommes - 246 - Club pour tous, tous pour club - 247 - The merciful sweet influence of the interpretation - 248 - Les huit plantes de M. Itoshiki - 249 - Ivan le résolu - 250 - Le petit expresso |                  |                   |                 |                   |
| 26 | 15 juillet 2011  | 978-4-06-384519-8 |                 |                   |
| 27 | 17 octobre 2011  | 978-4-06-384566-2 |                 |                   |
| 28 | 17 février 2012  | 978-4-06-384629-4 |                 |                   |
| 29 | 17 mai 2012      | 978-4-06-384673-7 |                 |                   |
| 30 | 17 août 2012     | 978-4-06-384705-5 |                 |                   |